# Fabrizio Zampa
Fabrizio Zampa (Roma, 4 novembre 1937 – Roma, 4 luglio 2023) è stato un giornalista, critico musicale e fotografo italiano.

## Biografia
Era figlio del regista Luigi Zampa.
Dal 1970 scrisse per il quotidiano Il Messaggero, dove lavorò fino a pochi mesi prima della scomparsa. Collaborò anche alla stesura del Dizionario della canzone italiana.
Tra le altre sue attività, fu batterista nei primi anni '60 nel complesso I Flippers, con Lucio Dalla, Massimo Catalano e Franco Bracardi, sceneggiatore e attore per Luciano Salce e soprattutto con Renzo Arbore per i due film diretti da quest'ultimo. Affiancò Arbore anche nella trasmissione televisiva L'altra domenica. Fu inoltre fotografo professionista, realizzando servizi per diverse riviste.
Morì all'età di 85 anni, in una clinica romana.

## Filmografia

### Attore
- Tutti innamorati, regia di Giuseppe Orlandini (1959)
- Il pap'occhio, regia di Renzo Arbore (1980)
- Morto Troisi, viva Troisi!, regia di Massimo Troisi (1982) – film tv

### Sceneggiatore
- Professor Kranz tedesco di Germania, regia di Luciano Salce (1978) – anche soggetto
- "FF.SS." - Cioè: "...che mi hai portato a fare sopra a Posillipo se non mi vuoi più bene?", regia di Renzo Arbore (1983) – collaborazione